# Меделены
Меделены (рум. Medeleni, Меделень) — село в Унгенском районе Молдавии. Наряду с селом Петрешты и железнодорожной станцией Петрешты входит в состав коммуны Петрешты.

## География
Село расположено на высоте 56 метров над уровнем моря.

## Население
По данным переписи населения 2004 года, в селе Меделень проживает 573 человека (286 мужчин, 287 женщин).
Этнический состав села:
| Национальность | Число жителей | Процентный состав |
| -------------- | ------------- | ----------------- |
| молдаване      | 545           | 95.11             |
| украинцы       | 13            | 2.27              |
| румыны         | 10            | 1.75              |
| русские        | 2             | 0.35              |
| болгары        | 1             | 0.17              |
| прочие         | 2             | 0.35              |
| Всего          | 573           | 100%              |